# Tamikrest
Groupe emblématique du rock saharien, Tamikrest nait en 2006 à Tinzawaten à la frontière entre l’Algérie et le Mali autour d'Ousmane Ag Mossa, Cheikh Ag Tiglia et Aghaly Ag Mohamedine, inspirés par l’héritage musical de Tinariwen et la volonté de porter la voix opprimée du peuple des Kel Tamasheqs (Touaregs).
Leurs deux premiers albums (Adagh en 2010, puis Toumastin, 2011) montrent déjà un sens aigu de la mélodie et de l'écriture.
L'arrivée de Paul Salvagnac pour leur troisième album, Chatma, assied le groupe dans une démarche plus rock et puissante. Dédié aux combats des femmes au Sahara, il est considéré par la presse spécialisée comme un album majeur de la musique ishumar. Il est d'ailleurs gratifié d'un SonglinesAward comme meilleur album de l'année 2013.
Avec Kidal (2017), puis Tamotait (2020), Tamikrest affirme son ancrage dans la tradition tamasheq portée par la puissance du rock. Et c'est naturellement sur scène que  le rock psychédélique de Tamikrest, transe hypnotique et mélodieuse, donne à entendre toute sa puissance.
Après de nombreuses tournées européennes, africaines, nord et sud américaines mais aussi au Japon et en Corée du Sud ou en Australie, Tamikrest s'est imposé comme un représentant majeur de la musique africaine et de la scène rock internationale.

## Histoire

### Débuts
Les membres du groupe Tamikrest avaient 20 ans lors de la formation du groupe en 2006. Originaires de la région de Kidal, autour de la ville du même nom, dans le Nord-Est du Mali, ils ont été ensemble à l'école Les enfants de l'Adra, financée par des fondations européennes et située à Tinzaouaten, une petite ville-oasis dans le Sahara, où ils ont reçu une formation musicale de base. Leur enfance et leur jeunesse a été marquée par la guerre civile. Beaucoup ont perdu des membres de leur famille et des amis lors des révoltes touaregs dans les années 1990 à 1995, dans lesquelles les Touaregs revendiquaient une autonomie plus grande.
Lorsque les émeutes éclatent en 2006, Ousmane Ag Mossa, né à Tin Zaouatine, et son camarade de classe Cheick Ag Tiglia se décident non pas à rejoindre la lutte armée mais à faire de la musique un moyen de soutenir les Touaregs dans leur combat et d'attirer l'attention sur leur situation.
Durant leur adolescence, ils jouaient la plupart du temps les sons traditionnels des Kel Tamashek (ainsi qu'ils se définissent eux-mêmes) ou bien les chansons du groupe touareg Tinariwen, qui mélange déjà depuis les années 1980 la musique traditionnelle touareg et la musique occidentale. Ousmane ag Mossa déclare d'ailleurs qu'il admire le jeu de guitare de Ibrahim ag Alhabib, membre de Tinariwen, un groupe qui l'a fortement influencé,. Le groupe est considéré en 2017 par l'AFP comme « la relève » de Tinariwen.
Internet et la diffusion de mp3 amènent plus tard d'autres influences occidentales. Le leader Ousmane ag Mossa se dit admirateur de Bob Marley, Mark Knopfler et d'Eric Clapton,. On retrouve dans la musique de Tamikrest l'influence de musiciens comme Jimi Hendrix et Pink Floyd,. Un mélange de blues, psychédélisme et rock'n'roll selon l'AFP en 2018.

### Activités post-2008
D'une rencontre avec le groupe australo-américain Dirtmusic lors du Festival de musique touareg Festival au désert en 2008 dans la commune malienne d'Essakane, district de Goundam, à environ 70 Kilomètres à l'ouest de Tombouctou, naît une amitié et une coopération artistique. Tamikrest joue en 2010 sur le deuxième album de Dirtmusic BKO, enregistré en studio à Bamako. C'est lors de ces sessions musicales que le premier album de Tamikrest Adagh voit le jour, produit par Chris Eckman (membre de Dirtmusic et des Walkabouts).
En 2010 les deux groupes partent ensemble en tournée en Europe et jouent entre autres au Sziget Festival et au Orange Blossom Special-Festival organisé par Glitterhouse, leur maison de disques commune. Toumastin, leur deuxième album, est enregistré en octobre et à nouveau produit par Chris Eckmann. La guerre du Mali, qui commence en 2012, empêche le groupe de jouer dans le nord du pays, dont il est originaire. « Nous vivons des moments très difficiles à cause des islamistes radicaux. Mais l’État malien est aussi largement responsable de la situation actuelle. Il ne fait rien pour les Touaregs et a laissé les terroristes s’implanter dans notre désert », témoigne Ousmane Ag Mossa, leader du groupe en 2013.
Leur troisième album, Chatma, sur lequel chante Wonou Walet Sidati, sort en 2013. Portés par des boucles de guitares blues entêtantes, y figurent des thèmes comme la défense de la culture, le désir d'indépendance et la souffrance des femmes,. Ce sont « des explorateurs d’un blues saharien hypnotique et psychédélique » écrit alors les Inrockuptibles. La même année, le groupe voit l'arrivée d'un nouveau membre, le guitariste français Paul Salvagnac. Le batteur français Nicolas Grupp les a également rejoints.
Leur cinquième album, enregistré au studio Bogolan à Bamako, sort en mars 2017. Il s'appelle Kidal, en hommage à la ville au nord du Mali,. Sur cet album « la singularité de l’écriture musicale des Tamasheq n’a pas cédé au formatage, tout comme leur blues rock – ou rock blues – hypnotique, cousin proche du registre de Tinariwen », écrit RFI. Tamikrest se produit notamment sur scène en 2018 au Festival international des nomades, à M'Hamid El Ghizlane, au Maroc.
Leur sixième album, Tamotaït, sort en 2020. Il compte parmi ses invités la chanteuse marocaine Hindi Zahra. Un album qualifié par FIP de « sans doute le plus aventureux du groupe propulsant ses mélodies et son rock touareg jusqu'aux contrées lointaines des îles reculées du Japon ».

## Discographie
- 2009 : Adagh
- 2011 : Toumastin
- 2013 : Chatma
- 2015 : Taksera
- 2017 : Kidal
- 2020 : Tamotait